# Argynnis argynnis
Argynnis argynnis is een vlinder uit de familie van de Nymphalidae. De wetenschappelijke naam van de soort is voor het eerst geldig gepubliceerd door Brown.